# Trstená na Ostrove
Trstená na Ostrove (Hongaars: Csallóköznádasd) is een Slowaakse gemeente in de regio Trnava, en maakt deel uit van het district Dunajská Streda.
Trstená na Ostrove telt 562 inwoners.